# Dolcett
Dolcett ist das Pseudonym eines kanadischen Comiczeichners. Er war Teil eines Netzwerkes von Privatpersonen in den 1980er Jahren in den USA, die sich über diverse BDSM-Zeitschriften schriftlich und teilweise auch persönlich kennenlernten, um extreme sexuelle Phantasien auszutauschen und teilweise auch nachzuspielen.
Dolcett wurde in den 1990er Jahren im Internet mit seinen Werken bekannt, als einige Leute seine Bilder einscannten und in Usenet-Gruppen alt.sex.necrophilia, alt.sex.snuff.cannibalism und alt.sex.asphyx veröffentlichten. Eine seiner überwiegend schwarz-weißen Zeichnungen wurde von der Emma-Redaktion im Rahmen der PorNO-Kampagne verwendet.
Ab 1997 wurden Dolcetts Geschichten von einer Frau namens Karyn gesammelt und auf einer Webseite ausgestellt. Dolcett nahm Kontakt zu Karyn auf, gab ihr bis dato unveröffentlichtes Material und zeichnete auch zwei neue Geschichten und diverse neue Einzelbilder mit ihren Phantasien.
Im Mittelpunkt der Bilder stehen zumeist eine oder mehrere Frauen, die entweder auf eigenen Wunsch (vgl. Vorarephilie) oder mit Gewalt getötet werden. Dabei werden sie aufgespießt und gebraten, enthauptet, erhängt oder erschossen. In einem Großteil seiner Geschichten werden die Frauen anschließend verspeist (vgl. sexuell motivierter Kannibalismus). Die eindeutig sexuell konnotierten Darstellungen – oftmals wird vor, während oder nach der Tötung der Frauen mit diesen auch der Geschlechtsakt vollzogen – beinhalten auch Vater-Tochter-Inzest unter Erwachsenen und selten auch Tötungen von sehr jungen Frauen. Die meisten männlichen und weiblichen Hauptcharaktere in den meisten Geschichten sind reale Personen, die von Dolcett als Ausdruck ihrer extremen sexuellen Phantasien gezeichnet werden wollten.
Im Internet gibt es Foren wie Necrobabes, Dolcettgirls, Dolcettish, die sich unter anderem mit den Darstellungen Dolcetts beschäftigen. In Second Life gibt es spezielle Bereiche, in denen Dolcetts Szenarien nachgestellt werden. Teilweise wird der Name Dolcett ohne Einschränkung auf den Künstler für diese Art der Fantasie und deren Darstellung im Internet verwendet.

## Geschichten
- Club X
- Fantasy BBQ
- Merideth’s Last Interview
- Ali’s Bet
- The Execution of Joanne
- Current Affair
- Feast Day
- Head or Tails
- Housewife’s Hangup
- Lunch Date
- Tightrope Zone
- Volunteer Pig
- Dinner by Design
- The Roasting Grotto
- Texas Twister
- Karyn’s Choice
- Karyn’s Cookout
- Siren Restaurant